# 英丽·耶尔姆塞特
英丽·耶尔姆塞特（挪威語：Ingrid Hjelmseth，1980年4月10日—），挪威女子足球运动员，场上位置是守门员。她曾代表挪威国家队参加2011年、2015年和2019年国际足联女子世界杯。